# Clarence Seignoret
Sir Clarence Henry Augustus Seignoret GCB OBE (n. 25 februarie 1919, Roseau, Saint George Parish⁠(d), Dominica – d. 5 mai 2002, Roseau, Saint George Parish⁠(d), Dominica) a fost al treilea președinte al Dominicăi.

## Biografie
Născut în Roseau, Seignoret și-a desăvârșit educația la Dominica Grammar School  și la colegiul din Sfânta Lucia, înainte de a începe să activeze ca funcționar public în Dominica din 1936. Din 1958 până în 1960 a urmat un curs internațional de serviciu public la Universitatea Oxford. La întoarcerea în Dominica, și-a reluat cariera guvernamentală, acționând în mai multe rânduri ca prim secretar al cabinetului și înlocuitor al președintelui.
Adunarea din Dominica l-a ales ca președinte al statului în 1983, și a depus jurământul în octombrie al aceluiași an. Reales ca președinte în 1988, a demisionat în 1993.